# От атомов к древу. Введение в современную науку о жизни
«От атомов к древу. Введение в современную науку о жизни» — научно-популярная книга, написанная Сергеем Ястребовым. Книга была опубликована в издательстве «Альпина нон-фикшн». Лауреат премии «Просветитель» в номинации «Естественные и точные науки» в 2018 году. Научный редактор книги: доктор биологических наук Александр Марков. В книге рассказывается про устройство жизни на земле, в предисловии книги отмечается, что для ее прочтения глубокие профессиональные знания не обязательны — она подойдет и для «образованного небиолога».

## Об авторе
Сергей Александрович Ястребов — выпускник биологического факультета МГУ, зоолог, научный журналист. Он автор около ста научно-популярных статей про биологию и историю науки.

## Содержание
На страницах книги раскрывается ряд ответов на важные вопросы: состав живых тел, генетический код, причины кембрийского взрыва, устройство эволюционного древа, история появления первых организмов. Раскрывается эволюция жизни на нашей планете. Книга состоит из четырех частей: «Химия жизни», «Механизм жизни», «Древо жизни» и «История жизни».
В одной из глав книги автор рассматривает значение термина «симметрия». Рассказывает про историю появления этого термина и про его автора — скульптора Пифагора Регийского. Приводит примеры того, что не только фигуры бывают симметричными и соразмерными, но и у молекул бывает симметрия, например у молекулы метана.
Текст книги доступен бесплатно для всех читателей благодаря проекту «Всенаука»

## Отзывы
Дмитрий Губин в рецензии, опубликованной в «Деловом Петербурге» отмечает, что, хотя в предисловии и сказано, что книга подойдет для большинства читателей, многим ее будет сложно понять, потому что она скорее относится не к категории научно-популярной литературы, а к учебному пособию по органической химии и биологии для тех, кто поступает либо уже поступил в высшие учебные заведения.
Надежда Потапова говорит про книгу как про огромный труд, который удивляет читателя не столько количеством страниц, сколько объемом информации, размещенной в книге. Автор смог охватить большое разнообразие тем, и если их начать перечислять, то это могло бы занять некоторую часть рецензии. Наталья Потапова заявляет, что в книге подробно освещаются темы химии, биологии, физики, геологии и палеонтологии. В рецензии отмечается, что книга насыщена не только терминологией, но и пояснениями к ней. В книге также встречаются формулы, которые изображаются на рисунках, пояснения к ним содержатся в тексте и должны быть понятны читателю.